# Usina Nuclear de Loviisa
A Usina Nuclear de Loviisa (em finlandês:  Loviisan ydinvoimalaitos, em sueco:  Lovisa kärnkraftverk) está localizada perto da cidade finlandesa de Loviisa. Abriga dois reatores de água pressurizada VVER-440 de projeto soviético, com capacidade de 507 MW cada. É uma das duas usinas nucleares em operação na Finlândia, sendo a outra a Usina Nuclear de Olkiluoto, com três unidades.
Os reatores da Loviisa NPP entraram em operação comercial em 1977 e 1981, respectivamente. Para cumprir a regulamentação nuclear finlandesa, a Westinghouse e a Siemens forneceram equipamentos e experiência em engenharia. Esta mistura heterodoxa de empresas ocidentais e soviéticas levou os desenvolvedores do projeto a receberem o apelido de "Eastinghouse". A planta é operada pela Fortum.